# Nils Fredricson
Nils Edvin Fredrik Fredricson, född 23 september 1909 i Limhamn, död 1978, var en svensk författare och översättare. 
Fredricson växte upp i Limhamn som son till skräddarmästaren Edvin Fredricson och Elna. Fadern dog när pojken var sju år gammal, och han gick till sjöss vid 16 års ålder och var sjöman i 14 år. Han har bland annat författat skildringar av det hårda livet till sjöss, såsom Resa utan slut (engelsk titel: Endless Voyage). Från 1947 var han dock huvudsakligen verksam som översättare från engelska, först av sjöromaner, senare huvudsakligen av deckare. Han översatte också i mindre utsträckning från danska.
Fredricson skrev Endless voyage som ett resultat av ett långt brev till en gammal skeppskamrat. Den brittiske kamraten hade visat brevet för bekanta och Fredricson fick uppmaningen att skriva en bok på engelska om sina sjöår. Han skrev manuset med blyerts och skickade iväg det, och glömde det nästan. Han visste inte själv att boken antagits och kommit ut, förrän han vid en landvistelse i Montreal råkade se en recension i en brittisk tidning och insåg att det gällde hans bok. Endless voyage gavs därefter ut på flera språk och översattes till svenska. Farväl du hav blev hans enda ytterligare bok. Den behandlar livet som sjöman under de första åren av andra världskriget, inklusive torpedering och räddning i livbåt. Han gick i land för gott 1940. Enligt författaren Ove Allansson fick Nils Fredricson aldrig ekonomisk arbetsro för ett vidare författarskap.

## Översättningar (urval)
- John Masefield: I Spanska sjön (Captain Margaret) (Fahlcrantz & Gumælius, 1947)
- Joseph Conrad & Ford Madox Ford: Äventyret (Romance) (Fahlcranz & Gumælius, 1949)
- Richard Hughes: Cyklonen: en berättelse från sjön (In hazard) (Allhem, 1952)
- Junichirō Tanizaki: Somliga tycker om nässlor (översättning från engelskan) (Wahlström & Widstrand, 1955)
- Elliot Paul: Fransmän: en bok om konsten att förstå sig på mat, kärlek och andra nöjen i Frankrike (Understanding the French) (Wahlström & Widstrand, 1956)